# Now We're in the Air
Pour plus de détails, voir Fiche technique et Distribution.
Now We're in the Air est un film américain réalisé par Frank R. Strayer, sorti en 1927.

## Synopsis
Pendant la Grande Guerre, Wally et Ray ont pour grand-père, Lord Abercrombie McTavish, un passionné d'aviation qui voulait s'engager comme pilote dans la Grande Guerre. Ses deux petits enfants ont l'intention d'obtenir la fortune de leur grand-père écossais et décident de lui montrer qu'ils s'intéressent tout autant à l'aviation que lui.
Wally et Ray s'enrôlent dans le United States Army Air Service et sont pris dans les batailles aériennes sur les lignes de front de la Première Guerre mondiale. Lorsque le duo survole les lignes ennemies dans un ballon en fuite, par un malentendu, ils sont honorés en tant que héros des forces ennemies.
Les Allemands renvoient les aviateurs vers les lignes américaines en tant qu'espions pour le Kaiser. Ici, ils sont capturés et presque abattus, mais tout se termine bien. En cours de route, Wally et Ray tombent amoureux des sœurs jumelles, Grisette et Griselle, l'une fidèle aux Français, l'autre aux Allemands.

## Fiche technique
- Titre : Now We're in the Air
- Réalisation : Frank R. Strayer
- Scénario : Monte Brice, Thomas J. Geraghty, George Marion Jr., Ralph Spence et Keene Thompson
- Photographie : Harry Perry
- Pays de production : États-Unis
- Format : Noir et blanc - 1,33:1 - Film muet
- Genre : comédie
- Date de sortie : 1927

## Distribution
- Wallace Beery : Wally
- Raymond Hatton : Ray
- Russell Simpson : Lord Abercrombie McTavish
- Louise Brooks : Griselle / Grisette
- Emile Chautard : Monsieur Chelaine
- Malcolm Waite : Prof. Saenger